# Gál Zoltán (politikus)
Gál Zoltán (Budapest, 1940. december 10. –) magyar politikus, a rendszerváltás előtti utolsó (megbízott) belügyminiszter, az Országgyűlés volt elnöke. Fia Gál J. Zoltán volt országgyűlési képviselő, államtitkár, kormányszóvivő.

## Életrajza

### Tanulmányai
1959-ben érettségizett a budapesti Vörösmarty Gimnáziumban. Az Eötvös Loránd Tudományegyetem Jogtudományi Karán kezdte meg egyetemi tanulmányait, ahol 1964-ben szerzett jogi doktorátust. Ezen kívül posztgraduális képzésen vett részt a Zrínyi Miklós Katonai Akadémián 1981-ben.

### A rendszerváltás előtti pályafutása
1964-ben lépett be az MSZMP-be. Diplomájának megszerzése után a Közalkalmazottak Szakszervezetének politikai munkatársa, később osztályvezetője lett. 1970-ben az MSZMP Politikai Főiskolájának adjunktusává nevezték ki, majd 1974-ben az MSZMP Központi Bizottságának közigazgatási és adminisztratív osztályának politikai munkatársaként dolgozott. 1981-ben a közigazgatási alosztály vezetője lett.
1987-ben belügyminiszter-helyettessé és a Politikai Főiskola címzetes egyetemi docensévé nevezték ki. 1989-ben belügyminisztériumi államtitkárként dolgozott. 1990. január 23-ától az Antall-kormány beiktatásáig (május 23.) a Dunagate ügy miatt lemondani kényszerült Horváth István helyett megbízott belügyminiszter is volt.

### A rendszerváltás utáni pályafutása
1989-ben a Magyar Szocialista Párt alapító tagja és országos elnökség tagja volt. Az 1990-es országgyűlési választáson pártja országos listájáról szerzett mandátumot, Pozsgay Imre lemondása és kilépése után a frakció vezetőjévé választották. Tisztségét a ciklus végéig viselte. 
Az 1994-es országgyűlési választáson pártja budapesti területi listájáról szerzett mandátumot, az Országgyűlés elnökévé választották, ilyen minőségében 1994-től a Házbizottság, 1995-től pedig az alkotmány-előkészítő bizottság elnöke volt. 1996-ban újra beválasztották az MSZP országos elnökségébe, ahonnan 1994-ben került ki.
1998-ban pártja Pest megyei területi listájáról került be az Országgyűlésbe. Mivel pártja ellenzékbe került, távozott a házelnöki székből. A ciklusban az alkotmány- és igazságügyi bizottság alelnökeként dolgozott. 2000-ben kivált pártja országos elnökségéből. 2002-ben a Pest megyei 7. egyéni választókerületből szerzett mandátumot, a ciklusban a rendészeti bizottság elnökeként dolgozott. 2006-ban sikerült egyéni sikerét megismételnie. A 2010-es országgyűlési választáson nem indult.